# Ентальпія згорання
Ентальпія згорання — зміна ентальпії, коли один моль сполуки повністю згорає в надлишку кисню. Весь вуглець сполуки при тому перетворюється CO2(g), водень — у H2O(г), сірка — в SO2(g), азот — в N2(g). Утворені продукти перебувають у своєму природному фізичному стані за цих умов.